# Pido Lalimarmo
Pido Lalimarmo (12 de septiembre de 1968) es un cantante, de música pop y rock, compositor y guitarrista filipino. Desde muy joven acompañado de su guitarra, a la edad de 17 años, compuso canciones que han sido éxitos en su futuro. Pido pronto se convirtió en un miembro original a finales de los años 80, antes de formar parte de la banda ArtStart y logró un éxito arrollador gracias a su tema musical titulado "Danielle". Después de formar parte en un grupo de corta duración, reapareció en la escena acústica del nuevo milenio con la banda Take One, a sus 30 años de edad, Pido decidió cantar como solista.

## Discografía

### Álbum de Estudio
- Bittersweet (2004, Warner Music)

### Sencillos
- Bittersweet
- Danielle
- Here's to You
- He perdido un tren
- El sueño de Lani
- Ventana de Cristal Misty
- On & On (feat. Jen Panuncio)
- Me enseñarnos a amar

- Datos: Q6075192